# Prototheria
Prototheria (do grego prōtos, primeiro, + thēr, animal selvagem) é o grupo taxonômico, ou táxon, a que a ordem Monotremata pertence. Ele é convencionalmente assinalado como uma subclasse dos mamíferos. Seus representantes recentes são o ornitorrinco e as équidnas, presentes na região australiana. Diversas espécies fósseis tem sido identificadas, a mais antiga data do Cretáceo Inferior.
O termo Prototheria foi cunhado por Theodore Gill, em 1872, para incluir o grupo Ornithodelphia, criado por Henri Marie Ducrotay de Blainville, em 1834, para incluir os mamíferos ovíparos.
Em 1880, Thomas Huxley, estabeleceu a divisão tripla dos mamíferos em Prototheria, Metatheria e Eutheria, respectivamente, para monotremados, marsupiais e placentários. Inicialmente todos eram tratados como subclasses. Posteriormente, Metatheria e Eutheria foram assinaladas à infraclasses da subclasse Theria.
A abrangência e definição do termo Prototheria, não permaneceu constante, sendo alargada e reduzida, com o passar do tempo. Na década de 60 e 70, com a teoria da dicotomia, dividindo os mamíferos em térios e não-térios, o termo Prototheria foi expandido para incluir além dos monotremados, as ordens fósseis do Mesozóico ( Morganucodonta, Docodonta, Triconodonta, e Multituberculata). Apesar de Kermack et al. (1973), advogarem que "Prototheria" era inapropriado para os não-térios, e propondo o nome Atheria em seu lugar.
A principal diferença entre as duas subclasses era a estrutura da parede lateral do crânio, que nos térios é formada pelo alisfenóide e escamosal, enquanto nos prototérios (ou atérios), pela lâmina anterior do petrosal. Outra sinapomorfia era, o alinhamento linear das cúspides dos dentes molares nos prototérios, enquanto que, nos térios esse arranjo era triangular.
O conceito de "Prototheria" como um táxon monofilético agrupando todos os animais não-térios, foi questionado no início da década de 80, sendo gradativamente abandonado. Presley (1981), demonstrou com evidências embriológicas que a parte do alisfenóide e da lâmina anterior do petrosal, são parcialmente homólogas. Ambas são membranas ósseas que no final da ontogenia fundem-se com a ala cartilaginosa temporal (para formar o alisfenóide) ou com a cápsula cartilaginosa óptica (para formar a lâmina anterior do petrosal). Kemp (1983) demonstrou que o arranjo linear na organização das cúspides molares é um modelo primitivo herdado de "répteis semelhantes a mamíferos" e, por meio disso, não pode ser tratado como evidência de relação próxima.
Em 1985, com a descoberta do Steropodon, um monotremado do Cretáceo Inferior da Austrália, com molares semelhantes aos dos marsupiais e placentários, observou-se que a relação entre monotremados e térios era mais próxima do que havia se pensado.
Rowe, em 1988, foi o primeiro pesquisador a empreender uma análise de parsimônia em larga escala, que incluiu uma extensa diversidade taxonômica e incorporou tanto carateres craniais como pós-craniais. Partindo desses estudos, muitos aspectos das relações entre os mamíferos primitivos foram discutidos em termos cladísticos. A aplicação de métodos cladísticos e as descobertas de novos mamíferos na década de 90 levou a uma avaliação muito maior da diversidade taxonômica e a divergência morfológica dos mamíferos mesozóicos.
Com as recentes descobertas no Hemisfério Sul, antiga Gondwana, de fósseis, em especial o Ambondro e o Ausktribosphenos, com molares tribosfênicos avançados, as questões referentes a relação entre térios e prototérios tornou-se mais controversa. Em uma nova reavaliação, os molares dos monotremados embrionários (monotremados recentes adultos não possuem dentes) e fósseis, parecem demonstrar um modelo ancestral de cúspides que é semelhante ao arranjo triangular observado nos térios. Luo et al. (2001) agrupou esses novos fósseis juntamente com os monotremados, num novo clado, o Australosphenida. Sugerindo que a disposição triangular das cúspides possa ter evoluido independentemente entre a Australosphenida e os térios (Boreosphenida).
A hipótese "Australosphenida" ainda permanece controversa. Alguns autores criticam este posicionemanto (entre eles Rich et al., 2002; Woodburne, 2003; Woodburne et al., 2003), sugerindo, alternativamente, que a Australosphenida (excluindo a Monotremata) forma um grupo monofilético, posicionado próximo, ou até dentro, da Placentalia. Recentemente, Rowe et al. (2008), evidenciou a relação polifilética da Australosphenida, corroborando o Teinolophos e Steropodon entre os monotremados, e agrupando consistentemente,  Ausktribosphenos, Bishops, Ambondro e Asfaltomylos, entre os térios.
Na teoria, o termo Prototheria, é taxonomicamente redundante, pois a Monotremata é atualmente a única ordem que ainda pode estar confiavelmente incluída. Mas a sua retenção poderia ser justificada se uma nova evidência fóssil, ou uma nova análise dos fósseis conhecidos, permitissem que animais relacionados fossem identificados e assinalados dentro de um agrupamento irmão aos monotremados.